# Richard Pococke

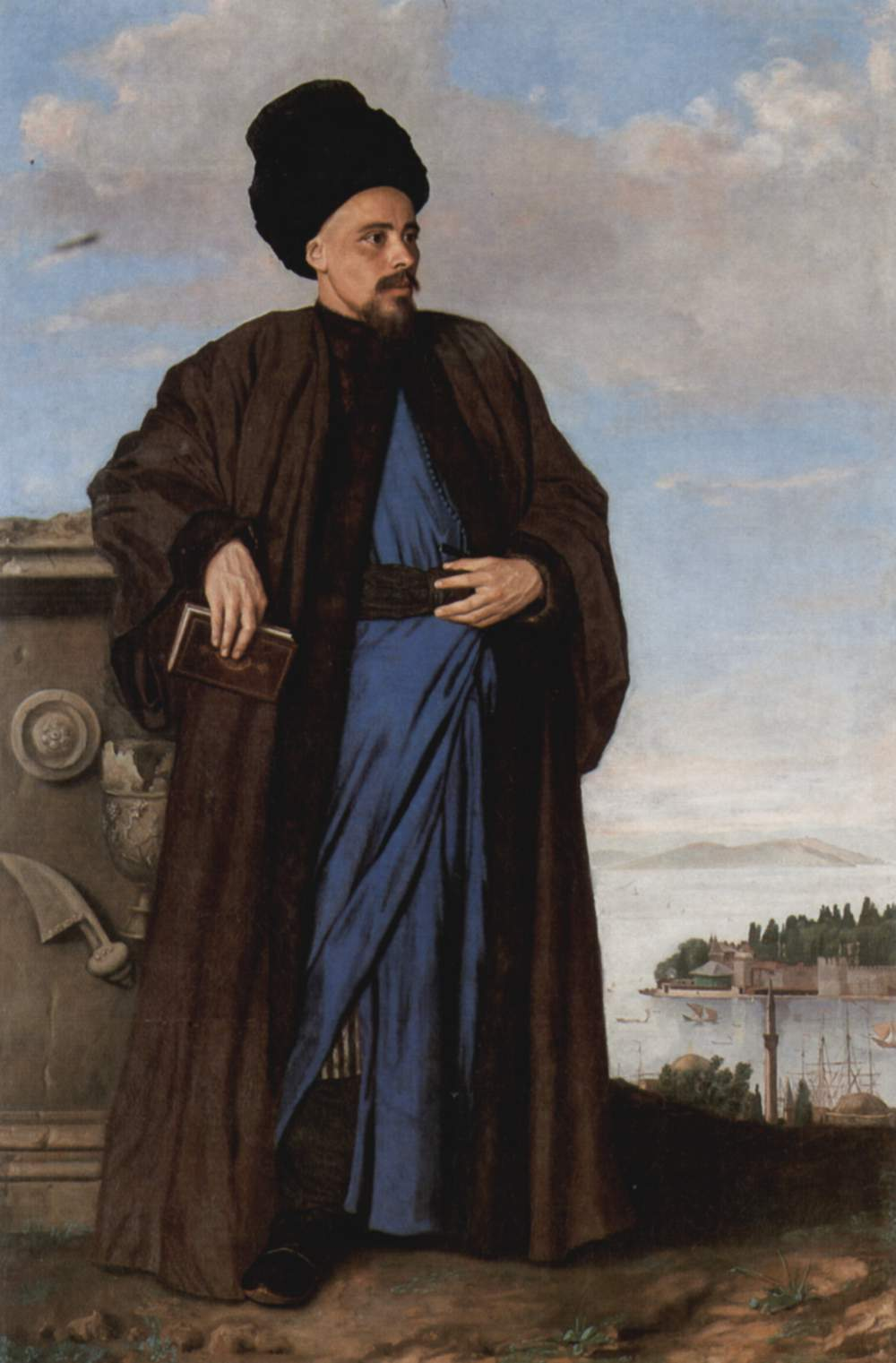
Richard Pococke. Pintura de Jean-Étienne Liotard.

Richard Pococke (Southampton, 1704-1765) fue un prelado y viajero inglés, precursor de antropólogos y egiptólogos.  

## Biografía
Cursó estudios en su ciudad natal, Southampton, y en el Corpus Christi College, de Oxford, hasta 1731.
Pococke tenía gran pasión por viajar y prefirió dedicarse a esa actividad que a predicar en Inglaterra; realizó largos viajes, especialmente a Egipto de 1737 a 1741, donde conoció Alejandría y exploró desde El Cairo hasta El Fayum, visitó el Valle de los Reyes, la necrópolis de los faraones, frente a la antigua Tebas, llegando hasta Asuán.
Después visitó Palestina, Jerusalén, Baalbek, Siria, Mesopotamia y desde allí viajó al Sinaí, a Grecia, Suiza y Saboya. 
Durante su viaje, escribió un diario muy descriptivo de sus experiencias. Publicó un relato de su viaje en dos volúmenes, con escritos y dibujos de las pirámides de Guiza, Saqqara y Dahshur; realizó dibujos de la planta del Serapeum de Saqqara redescubierto por Auguste Mariette un siglo más tarde. Es considerado el primer viajero "científico" de Egipto.
También publicó varios trabajos sobre Inglaterra, Escocia y el País de Gales.
Pococke no volvió a su país hasta 1742, siendo al siguiente año, y hasta 1745, que escribió y publicó la relación de sus viajes titulada, A Description of the East and Some other Countries,
hecho en dos volúmenes, el primero dedicado a Egipto, y el segundo a los otros países visitados, Palestina, Líbano, Siria, Mesopotamia, Chipre, Creta, Tracia, Grecia y algunos lugares de Europa Occidental.
Al final de su vida fue promovido a obispo de Ossory y Meath, donde murió en septiembre de 1765.

## Obras
- A Description of the East and Some other Countries, I: Descripción de Egipto. Londres. 1743.
- A Description of the East and Some other Countries, II: Descripción de Palestina, Líbano, Siria, Mesopotamia, Chipre, Creta, Tracia, Grecia y varias regiones de Europa occidental.